# Joselito Vaca
Joselito Vaca Velasco est un footballeur bolivien né le 12 août 1982 à Santa Cruz de la Sierra. Il évolue au poste de milieu de terrain.

## Carrière
- 1999-2000 : Oriente Petrolero  Bolivie
- 2001-2003 : FC Dallas  États-Unis
- 2004 : Red Bull New York  États-Unis
- 2005- : Blooming Santa Cruz  Bolivie

## Sélections
- 35 sélections et 2 buts avec la  Bolivie depuis 2002.